# 拷潭
拷潭，是臺灣高雄市大寮區的一個傳統地域名稱，位於該區西部。相較於今日行政區，其範圍大致包括忠義里南部邊界地帶中段、山頂里南半部、永芳里西南端、會社里西南大半部、內坑里不含東南半葉的東部邊界地帶、拷潭里、新厝里西北端。
本地區境內主要聚落為拷潭、大崎腳、陳厝、王厝、田寮、五厝巷，設有高英工商。

## 歷史
台灣日治初期，拷潭地區為一街庄，稱為「拷潭庄」（舊制街庄），隸屬於小竹下里。該庄昔日西北與灣仔頭庄為鄰，北與山仔頂庄為鄰，東與大寮庄為鄰，東南邊為赤崁庄，南邊為大坪頂庄，西南邊為莿蔥腳庄，西邊為空地仔庄、過埤仔庄。
1901年（日治明治三十四年）11月11日，全台廢縣廳改設二十廳，該庄隸屬於鳳山廳。1904年（明治三十七年）5月3日，該庄編入「赤崁區」，隸屬於鳳山廳。1909年（明治四十二年）10月25日，全台合併二十廳為十二廳，赤崁區改隸屬於臺南廳。1920年（大正九年）10月1日，全台地方制度大改正，廢十二廳改設五州二廳，該庄改制為「拷潭」大字，隸屬於高雄州鳳山郡大寮庄（新制街庄）。
戰後大寮庄改制為大寮鄉，隸屬於高雄縣，大字亦改制為村。1950年（民國39年）10月1日，高、屏分治，大寮鄉仍隸屬於高雄縣。2010年（民國99年）12月25日，高雄縣、市合併為直轄高雄市，大寮鄉改制為大寮區，村亦改制為里。

## 聚落
本地區發展較早的聚落為拷潭、大崎腳，在日治初期的官方地圖上已有記載。此外，本地區尚有陳厝、王厝、田寮、五厝巷等聚落。

## 交通
省道台88線是「東西向快速公路－高雄潮州線」，經過本地區中部，並在本地區東部邊界的省道台25線交會處設有大寮交流道，另外在本地區西部邊界外不遠處的市道183甲線交會口設有鳳山交流道。由此等可快速前往台88線沿線各地，或銜接國道1號、國道3號。
市道188號是五甲至竹田的道路，主要為省道台88線的平面側車道，經過本地區中部。由該道路西行可前往鳳山區，並止於市道183號路口；東行可前往屏東縣萬丹鄉、竹田鄉，並止於市道189號路口。
省道台25線是鳳山至林園的幹道，經過本地區東部邊界地帶。由該道路北行可前往大寮區山子頂市區、鳳山區，並止於牛潮埔地區的省道台1線路口；南行可前往林園區，並止於省道台17線路口。
區道高68線是內湖至水源地的道路，其西側端點（起點）位於本地區北部邊界地帶。
區道高71線是山仔頂至昭明的道路，其北側端點（起點）位於本地區西北部高雄市立凱旋醫院百合園區旁，由此向東轉南蜿蜒而行，會經過本地區的陳厝、拷潭等聚落。該道路在本地區有部分路段與市道188號共線。
區道高72線是拷潭至下大寮的道路，其西側端點（起點）位於本地區中部略偏東北的保福路頭西側小路口，由此向東會經過本地區的田寮聚落。
區道高76線是大崎腳至大發工業區的道路，其西側端點（起點）位於本地區東南部的東側邊界外緣、大崎腳聚落東郊的省道台25線路口。

## 學校
- 輔英科技大學（小部分）
- 高英工商（大部分）

## 公務機關
- 法務部矯正署高雄監獄
- 法務部矯正署高雄女子監獄